# Гродненская уния
Гро́дненская у́ния — союз между Королевством Польским и Великим княжеством Литовским, заключённый 15 октября 1432 года в Гродно. Высокими сторонами соглашения выступили король польский Владислав II Ягайло и великий князь литовский Сигизмунд Кейстутович. Уния была заключена в условиях гражданской войны, после того как Сигизмунду с помощью поляков удалось свергнуть Свидригайло Ольгердовича и самому занять великокняжеский стол.
До заключения новой унии отношения между государствами развивались в условиях Городельской унии 1413 года, основные положения легли в основу Гродненской унии. Великое княжество Литовское признавалось наследственной собственностью Ягайло и его потомков, а следовательно, и польской Короны. По отношению к королю польскому великий князь литовский сохранял тот же статус, который был закреплён ранее: он, как и его вассалы, давал присягу на верность польской Короне. Великий князь литовский мог быть избран боярами Великого княжества только с согласия польской знати. Впервые за королём польским закреплялся титул «верховный князь литовский». Было подтверждено право панов на владение родовыми имениями и великокняжескими дарованиями по польскому образцу, никаких ограничений на православных наложено не было.
Сигизмунд признавался великим князем. Территория государства относительно правления Витовта оставалась неизменной, но после смерти Сигизмунда Великое княжество должно было перейти под непосредственное правление Ягайло или его потомков. Это условие не распространялось на вотчинные земли Сигизмунда — Трокское княжество, сохранявшиеся за ним и его потомками. В случае пресечения рода Кейстутовичей, эти земли должны были бы также переданы Короне. Таким образом, согласно условиям унии, единственный сын Сигизмунда Михаил лишался права на наследование отцовского титула и мог претендовать только на владение своей вотчиной в качестве вассала короля польского.
Подолье полностью возвращалось в состав Польши, а Волынь признавалась пожизненным владением Сигизмунда (на таких же условиях Волынью владел и Витовт). Спорные волынские земли с замками Ратно, Ветлы, Лопатин и Городло отходили Польше. Все союзы и соглашения, ранее заключённые Свидригайло «во вред королевству», разрывались. Так, например, Сигизмунд обязался помогать Польше в борьбе с крестоносцами, что разрывало Кристмемельский союзный договор, заключенный Свидригайло с Тевтонским орденом.
Свидетелями и гарантами выполнения Сигизмундом условий унии выступили 22 представителя литовской знати, в том числе виленский епископ Матей, луцкий епископ Андрей, князья Александр и Иван Владимировичи, Семён Иванович, Фёдор Корибутович, каштелян виленский Кристин Остик, староста жемайтский Михаил Кезгайло, Ян Евнут, Румбольд и другие влиятельные лица. Со стороны Польши свидетелями выступили 7 панов во главе с епископом краковским Збигневом Олесницким.
20 января 1433 года в Троках Сигизмунд издал подтверждающий условия унии документ, в котором упомянут уже 41 свидетель. Среди упомянутых лиц нет представителей русской знати, что объясняется тем, что бояре и князья восточных земель Великого княжества в большинстве своём не поддерживали Сигизмунда, продолжая признавать великим князем Свидригайло. 18 октября 1432 года сын Сигизмунда Михаил издал акт, в котором отказывался от борьбы за великокняжеский стол и признавал себя вассалом Польши.
Несмотря на определенные уступки литовским боярам, например, допущение их к выборам великого князя, уния стала победой польской внешней политики, так как Великое княжество Литовское становилось фактически леном польской короны. Уния действовала до убийства в 1440 году Сигизмунда и избрания великим князем сына Ягайло Казимира.